# Dodoma (manga)
Dodoma (ドードーマ, Dōdōma) és un manga japonès creat per Jun Shiraishi. Va ser serialitzat a la revista Comic Zenon del 25 d'octubre del 2014 al 25 desembre del 2015. El manga està complet i consta de 3 volums.
El manga ha estat traduït al català.

## Argument
En Mana és un belluguet que viu sol amb en Shino, el seu germà gran, a una ciutat anomenada Orbis, de només tres-cents habitants. Orbis sembla una torre impenetrable, i en el seu centre hi ha l'arbre de la vida, que permet que els habitants sobrevisquin. De sobte, un dia, un puny gegantí travessa la paret de la torre, i en Mana i en Shino s'hauran de refugiar al capdamunt de l'edifici... i hauran de dur a terme un terrible sacrifici per assegurar la supervivència de la seva ciutat.

## Publicació
El 27 de setembre de 2022, Kaji Manga va anunciar que publicaria el manga en català per al Saló del Manga del mateix any.
| Volum | Data de publicació    | ISBN                   |
| --- | --------------------- | ---------------------- |
| 01 | 7 de desembre de 2022 | ISBN 978-84-19477-09-5 |
| Wanokuni és una nació envoltada de murs que té un gran arbre al bell mig. Allà, els dos germans Mana i Shino hi viuen en pau i tranquil·litat amb la resta d'habitants... fins que hi arriben unes noies misterioses. Aleshores, en Mana descobreix la veritat del món que els envolta... |                       |                        |
| 02 | 16 de febrer de 2023  | ISBN 978-84-19477-10-1 |
| En Shino s'ha fusionat amb un esser viu gegant i en Mana només veu una manera d'ajudar al seu germà gran... Els germans Mana i Shino descobreixen que viuen dins d'en Wanokuni, una criatura de grans dimensions. Tot i maleir el destí d'haver-se fusionat amb l'ésser gegant, en Shino lluita contra l'enemic per protegir en Mana. Llavors és quan, l'Olivia, una misteriosa noia, li revela com ajudar al seu germà gran. |                       |                        |
| 03 | 30 de març de 2023    | ISBN 978-84-19477-11-8 |
| En Mana i els seus amics es dirigeixen al “Cel”, el destí del seu viatge. Hi trobaran esperança? O la perdran en arribar-hi? L’Olivia li explica a en Mana que al “Cel”, el lloc d'on ella i els seus provenen, hi podria existir la manera d'alliberar en Shino d'en Wanokuni. Dit i fet, emprenen el viatge cap a una torre situada enmig del mar que s'enlaira fins al seu objectiu. La història dels dos germans i del món on són, que va començar amb l'assassinat d'un Déu, arriba a la seva impressionant conclusió que revela com tots els misteris s'enllacen en una única explicació. |                       |                        |